# Stenochironomus reissi
Stenochironomus reissi är en tvåvingeart som beskrevs av Art Borkent 1984. Stenochironomus reissi ingår i släktet Stenochironomus och familjen fjädermyggor. Inga underarter finns listade i Catalogue of Life.